# Scotton (Lincolnshire)
Scotton – wieś w Anglii, w hrabstwie Lincolnshire, w dystrykcie West Lindsey. Leży 29 km na północ od Lincoln i 222 km na północ od Londynu.